# Душан Анђелковић (књижевник)
Душан Анђелковић (Београд, 28. јул 1910. — Београд, 6. мај 1997) био је српски и југословенски књижевник.

## Биографија
Душан Анђелковић је рођен у Београду, 28. јула 1910, од оца Димитрија и мајке Косаре. Одрастао је у Савамали (у "Три кључа", крај изнад некадашње Баре Венеције). У Београду је завршио гимназију, стручну школу Министарства финансија и Економски факултет. Радио је унутрашњости Србије, а после Ослобођења 1944. године у синдикату, Издавачком предузећу "Рад" и Савезном извршном већу.
У Четвртој београдској гимназији у Београду историју му је предавао Милош Црњански, а српски језик и књижевност Момчило Настасијевић, што је, по његовим речима, утицало да већ у шеснаестој години објави своју прву песму и да се касније посвети писању.
Пре Другог светског рата објављивао је песме по многим листовима и часописима, поред осталих у Летопису Матице српске и у Српском књижевном гласнику. Само мањи део тих песама обухваћен је првом објављеном збирком.
У романима обухвата бурно време од 1900. године до краја 20. века и описује углавном Београд, нарочито део у којем је одрастао — крај око "Три кључа" у Савамали (сада Сарајевска улица), Бару Венецију и такозвану Лудничку башту, коју у својим романима сматра симболом живота.
Био је ожењен Маријом (1910—2005), са којом има децу Миливоја (р. 1940, такође књижевник) и Владимира (1946).

## Дела

### Поезија
- Вечно жито, збирка песама, издање аутора, Београд, 1938. COBISS.SR-ID 23753991 у Народној библиотеци Србије
- Зидови од сунца, збирка песама, „Рад“, Београд, 1958. COBISS.SR-ID 46665479 у Библиотеци Матице српске;
- Брадати анђели, збирка песама (постхумно), Београд, 1997. године

### Романи
- Таван, роман, „Отокар Кершовани“, Ријека, 1963. COBISS.SR-ID 63399687 у Библиотеци Матице српске;
- Деца и рибе, роман, „Отокар Кершовани“, Ријека, 1965. COBISS.SR-ID 94135303 у Библиотеци Матице српске;
- Путовања у Нови Сад, роман, Матица српска, Нови Сад, 1977;
- Скок, роман, „Слово љубве“, Београд 1978. COBISS.SR-ID 11820039 у Библиотеци Матице српске;
- Златно средиште света, роман, Матица српска.  (Брош.);
- Лудничка башта, роман, „Књижевне новине“. ;
- Аписова ружа, роман, Српска књижевна задруга.

### Радио драме
- Велики играч, радио-драма, Радио Београд, емитована 14. 12. 1968 и 18. 8. 1969. године;
- Победник, радио-драма, Радио Београд, 1974;
- Божанство, радио драма (постхумно), Радио Београд, лето 2005. године.

### Дела у рукопису
Оставио је завршене рукописе: романе Мач истрошених корица, Бело доба, Смешећи се као Јапанац и Ноћне птице лепо певају; збирку приповедака Невидљива лица (или Невидљива љубав); радио-драме 'Камион већи него кућа и Бунтовник.

## Награде
- На конкурсу Телеграма, Загреб, 1963. године за роман Таван;
- На конкурсу Телеграма, Загреб, 1965. године за роман Деца и рибе;
- На конкурсу Радио Београда 1974. године за радио-драму Победник;
- Награда „Душан Баранин“ Српске књижевне задруге 1992. године за роман Аписова ружа.